# 貝爾蒙特 (伊利諾伊州杜佩奇縣)
貝爾蒙特（英語：Belmont）是位於美國伊利諾伊州杜佩奇縣的一個非建制地區。該地的面積和人口皆未知。

## 地理
貝爾蒙特的座標為41°47′34″N 88°02′16″W / 41.79278°N 88.03778°W，而該地的平均海拔高度為211米（即692英尺）。